# Pierre Houin
Pierre Houin (n. 15 aprilie 1994, Toul, Lorraine⁠(d), Franța) este un canotor ce a reprezentat Franța, medaliat olimpic. A participat la o ediție a Jocurilor Olimpice (2016) în care a câștigat o medalie de aur.

## Participări
Lista de mai jos prezintă principalele competiții la care a participat Pierre Houin de-a lungul carierei.
- Remo nos Jogos Olímpicos de Verão de 2016 - Skiff duplo leve masculino[*][5]